# Liste der Bodendenkmale in der Samtgemeinde Lindhorst
In der Liste der Bodendenkmale in der Samtgemeinde Lindhorst sind die Bodendenkmale der niedersächsischen Samtgemeinde Lindhorst aufgeführt. Die Quelle ist der Denkmalatlas Niedersachsen. 

Samtgemeinde Lindhorst im Landkreis Schaumburg

Der Stand der Liste ist der 22. Januar 2025.

## Allgemein
In den Spalten finden sich folgende Informationen des Bodendenkmales:
| Lage         | geographische Koordinaten                                                           |
| Bezeichnung  | Bezeichnung lt. Denkmalatlas                                                        |
| Beschreibung | Beschreibung lt. Denkmalatlas                                                       |
| ID           | Objekt-ID                                                                           |
| Bild         | Bild, ggf. zusätzlich mit Link zu weiteren Fotos im Medienarchiv Wikimedia Commons. |

## Beckedorf
| Lage                        | Bezeichnung                     | Beschreibung | ID       | Bild           |
| --------------------------- | ------------------------------- | --- | -------- | -------------- |
| 52° 19′ 16″ N, 9° 17′ 27″ O | Beckedorf 1, Grabhügel          | Durchmesser ca. 12 m und Höhe ca. 0,3 m. Steinhügel. Stark abgeflacht. Ursprünglich eine Gruppe von fünf Grabhügeln, von denen einer 1932 im Auftrag der Museen Rinteln und Bückeburg unter Leitung von H. Schroller gegraben wurde. Hierbei wurde ein Steinkranz mit einem Dm. von ca. 9 m dokumentiert. Die Funde datieren in die ältere Bronzezeit (Montelius Periode II).                                                                                         | 28968978 | BW             |
| 52° 19′ 40″ N, 9° 17′ 17″ O | Beckedorf 2, Grabhügel          | Durchmesser ca. 18 m und Höhe ca. 0,7 m. Verflacht. Pflugspuren. | 28968980 | BW             |
| 52° 19′ 45″ N, 9° 17′ 43″ O | Beckedorf 3, Grabhügel          | Durchmesser ca. 12 m und Höhe ca. 0,7 m. Steinhügel. Flach auslaufender Hügelfuß. An der Oberfläche plattige bis kopfgroße Sandsteine. | 28968977 | BW             |
| 52° 19′ 46″ N, 9° 17′ 58″ O | Beckedorf 4, Grabhügel          | Durchmesser ca. 16 m und Höhe ca. 0,4 m. Stark verflacht. Steine an der Oberfläche. | 28968983 | BW             |
| 52° 19′ 53″ N, 9° 18′ 24″ O | Beckedorf 6, Grabhügel          | Durchmesser ca. 11 m und Höhe ca. 0,8 m. Steinhügel. Fast rund, Rand abgesetzt. Im Randbereich Windwurfwurzeln. An der Oberfläche einige bis kopfgroße plattige Sandsteine. | 28968985 | BW             |
| 52° 19′ 52″ N, 9° 18′ 24″ O | Beckedorf 7, Grabhügel          | Durchmesser ca. 13 m und Höhe ca. 0,9 m. Fast rund, Rand abgesetzt, flach gewölbt. Im Randbereich Windwurfwurzeln. An der Oberfläche etwas plattiger Sandstein. | 28968981 | BW             |
| 52° 19′ 53″ N, 9° 18′ 25″ O | Beckedorf 8, Grabhügel          | Durchmesser ca. 12 m und Höhe ca. 0,6 m. Aus Lehm aufgeschüttet. | 28968987 | BW             |
| 52° 19′ 56″ N, 9° 18′ 24″ O | Beckedorf 9, Grabhügel          | Durchmesser ca. 20 m und Höhe ca. 1,8 m. Auf der Kuppe alte Eingrabung, Hügelfuß abgesetzt mit flacher Eintiefung. | 28968984 | BW             |
| 52° 19′ 50″ N, 9° 18′ 33″ O | Beckedorf 10, Grabhügel         | Größe ca. 15 × 12 m und Höhe ca. 2 m. Oval. Kopfstich: Dm. ca. 4 m, T. 1,3 m. Hügelfuß abgesetzt. | 28968989 | BW             |
| 52° 19′ 49″ N, 9° 18′ 32″ O | Beckedorf 11, Grabhügel         | Größe ca. 12 × 10 m und Höhe ca. 0,8 m. Oval. N-Bereich durch Pfad angeschnitten. | 28968990 | BW             |
| 52° 19′ 52″ N, 9° 18′ 44″ O | Beckedorf 12, Grabhügel         | Größe ca. 10 × 8,5 m und Höhe ca. 0,7 m. Oval. Flache Mulde im Zentrum. Einige Kalksteine. | 28968991 | BW             |
| 52° 19′ 50″ N, 9° 18′ 50″ O | Beckedorf 13, Grabhügel         | Durchmesser ca. 19 m und Höhe ca. 1,7 m. Fast rund. Abgesetzter Rand, sehr gut erhalten. Einige Steine. | 28968992 | BW             |
| 52° 20′ 7″ N, 9° 18′ 48″ O  | Beckedorf 15, Heisterschlößchen | Leicht ovale Wallanlage. Innen-Dm. ca. 60 – 65 cm. Wall relativ gut erhalten, stellenweise durch Steinbruch beschädigt. Wall-H. bis 1,5 m, Bermen-Br. ca. 3,5 m, vorgelegter Spitzgraben, Br. 6 – 8 m, T. bis zu 3 m. Im N, NO und SO insgesamt fünf Erdbrücken. Innerhalb des Walles zwei Tordurchbrüche. Grabung 1893 durch R. Weiß: Mauern (D. 1,7 m) mit Fundamentierung (T. 1,2 m) in Zweischalentechnik. Im S ein Tor. Keine datierenden Funde. Wohl 9.–12. Jh. | 28968993 | Weitere Bilder |
| 52° 19′ 32″ N, 9° 17′ 9″ O  | Beckedorf 18, Grabhügel         | Größe ca. 7 × 3 m und Höhe ca. 1,7 m. Langovaler Steinhügel | 28968994 | BW             |
| 52° 19′ 7″ N, 9° 17′ 8″ O   | Beckedorf 22, Wall              | Wall mit beidseitig vorgelagertem Graben. L. 47 m, Wallsohlen-Br. 5,5 m, H. bis 0,7 m. Graben-Br. ca. 2 m, Graben-T. ca. 0,5 m. Sehr gut erhalten. In N-S-Orientierung. Deutung und Datierung des Walls unklar. Möglicherweise eine frühneuzeitliche Wegesicherung. | 28968995 | BW             |

## Heuerßen
| Lage                       | Bezeichnung           | Beschreibung | ID       | Bild |
| -------------------------- | --------------------- | --- | -------- | ---- |
| 52° 19′ 28″ N, 9° 17′ 0″ O | Heuerßen 1, Grabhügel | Durchmesser ca. 13 m und Höhe ca. 0,8 m. Annähernd rund. Kuppe abgetragen, darin eine flache Einkuhlung. Im SO-Bereich verläuft der Gemarkungsgrenzgraben in O-W-Orientierung. | 28969100 | BW   |